# Amtsgericht Ragnit
Das Amtsgericht Ragnit war ein preußisches Amtsgericht mit Sitz in Ragnit, Ostpreußen.

## Geschichte
Das königlich preußische Amtsgericht Ragnit wurde mit Wirkung zum 1. Oktober 1879 als eines von neun Amtsgerichten im Bezirk des Landgerichtes Tilsit im Bezirk des Oberlandesgerichtes Königsberg gebildet. Der Sitz des Gerichtes war Ragnit. Aufgehoben wurde das Kreisgericht Ragnit. Sein Gerichtsbezirk umfasste den Kreis Ragnit. Am Gericht bestanden 1888 fünf Richterstellen. Das Amtsgericht war damit ein großes Amtsgericht im Landgerichtsbezirk. Gerichtstage wurden in Wischwill und im Winter auch in Trappönen gehalten. Im Jahre 1882 wurde das Amtsgericht Wischwill neu gebildet, und der Sprengel des Amtsgerichts Ragnit verkleinerte sich entsprechend. Mit der Abtrennung des Memellandes 1920 wurde ein weiterer Teil des Gerichtssprengels abgetrennt, siehe hierzu Gerichtsbarkeit im Memelland (1919–1945).
Im Jahre 1945 wurden der Amtsgerichtsbezirk unter sowjetische Verwaltung gestellt und die deutschen Einwohner vertrieben. Damit endete auch die Geschichte des Amtsgerichtes Ragnit.